# Ryszard Kotys

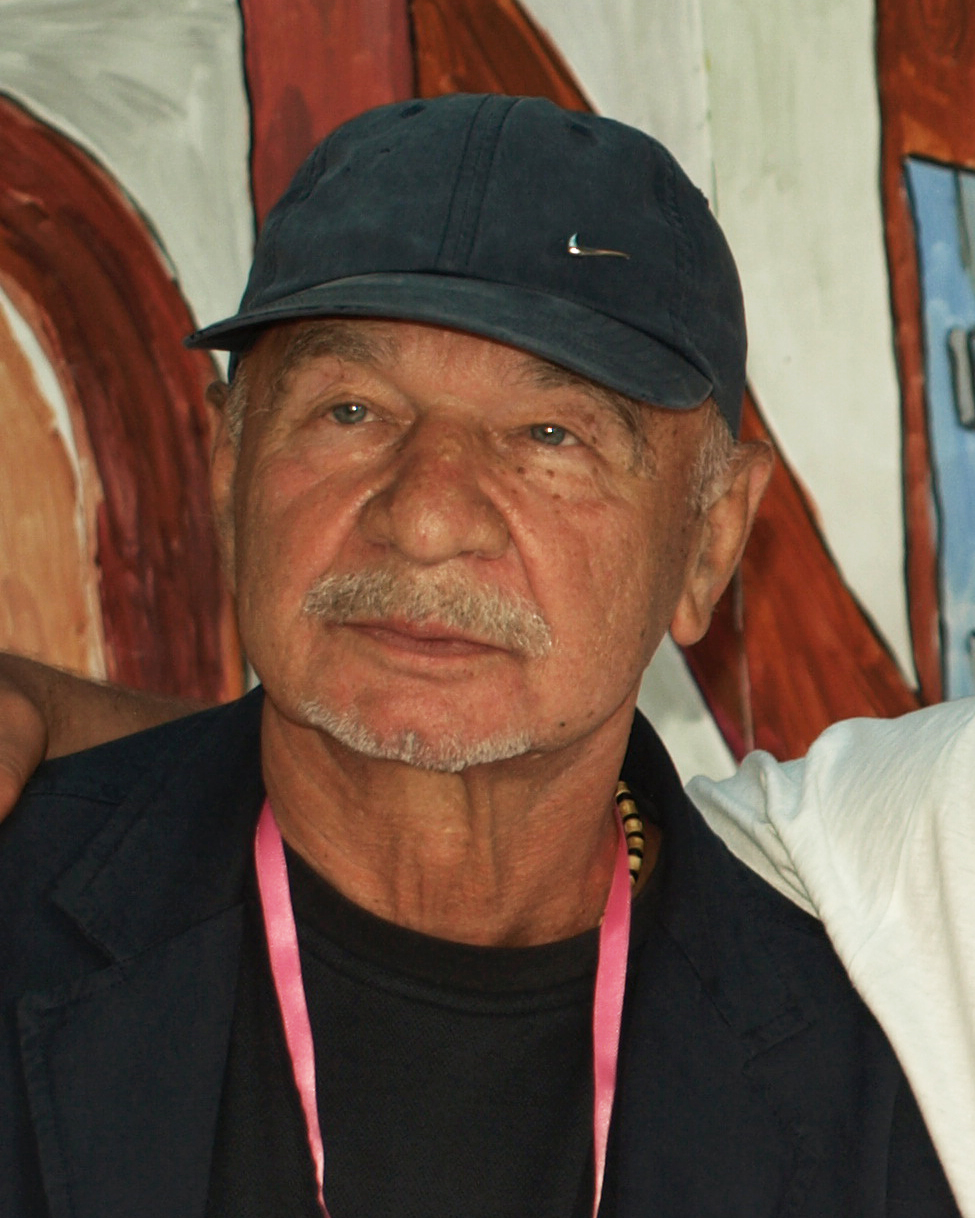
Ryszard Kotys (2009)

Ryszard Kotys (* 20. März 1932 in Mniów, Polen als Ryszard Kotas; † 28. Januar 2021) war ein polnischer Schauspieler.

## Leben
Ryszard Kotys absolvierte 1953 sein Schauspielstudium an der Theaterakademie Stanisława Wyspiańskiego in Krakau und begann am Theater von Kielce zu spielen. Von dort aus begann seine Theaterkarriere, die auch Theater in Städten wie Danzig, Breslau, Tarnów und Białystok umfasste. Er wechselte vereinzelt auch zur Theaterregie und inszenierte mehrere Theaterstücke. Außerdem konnte er sich ab Mitte der 1950er Jahre als Filmschauspieler etablieren. So spielte er Rollen in Filmen wie Eine Generation, Schweigende Spuren und Die Handschrift von Saragossa. Insgesamt wirkte er in seiner über 60 Jahre andauernden Leinwandkarriere in mehr als 150 Filmen und 40 Fernsehserien mit. Seine längste Rolle war die des Marian Paździoch, die er von 1999 bis 2017 in der Fernsehserie Świat według Kiepskich verkörperte.
1999 wurde er mit dem Orden Polonia Restituta ausgezeichnet.
Kotys starb am 28. Januar 2021 während der COVID-19-Pandemie in Polen im Alter von 88 Jahren an den Folgen einer SARS-CoV-2-Infektion. Er hatte bereits mehrere Vorerkrankungen; so war er etwa 2017 wegen einer Lungenentzündung längere Zeit im Krankenhaus gewesen. Auch litt er zunehmend an den Folgen von Demenz. Er war in seinem Leben zweimal verheiratet. In seiner ersten Ehe war er mit der Bühnenbildnerin Barbara Wojtkowska verheiratet. Nach fast 20 Jahren Ehe ließ er sich scheiden und heiratete in den 1980er Jahren die 26 Jahre jüngere Schauspielerin Kamila Sammler. Aus beiden Ehen hatte er jeweils einen Sohn.

## Filmografie (Auswahl)
- 1955: Drei Starts (Trzy starty)
- 1955: Eine Generation (Pokolenie)
- 1961: Schweigende Spuren (Milczace slady)
- 1963: Schneeweiße Strecke (Na białym szlaku)
- 1964: Die Handschrift von Saragossa (Rękopis znaleziony w Saragossie)
- 1966: Johannisfeuer (Sobótki)
- 1967: Der Mörder hinterläßt Spuren (Morderca zostawia ślad)
- 1967: Die Hexenwand (Ściana Czarownic)
- 1968: Die Puppe (Lalka)
- 1969: Nur der Tote kann es sagen (Tylko umarly odpowie)
- 1969: Rot und Gold (Czerwone i zlote)
- 1970: Zeichen am Weg (Znaki na drodze)
- 1972: Boleslaw der Kühne (Boleslaw Smialy)
- 1978: Der Conferencier (Wodzirej)
- 1978: Zimmer mit Blick aufs Meer (Pokój z widokiem na morze)
- 1979: Provinzschauspieler (Aktorzy prowincjonalni)
- 1980: Der Vater der Königin (Ojciec królowej)
- 1981: Alles auf eine Karte (Vabank)
- 1981: Eine alleinstehende Frau (Kobieta samotna)
- 1982: Amnestie (Amnestie)
- 1983: Das Poker-As (Wielki Szu)
- 1983: Die Wölfin (Wilczyc)
- 1984: Es ist nur Rock (To tylko rock)
- 1985: Begegnung mit einem ungebetenen Gast (Romans z intruzem)
- 1985: Die Retourkutsche (Vabank II, czyli riposta)
- 1985: Razzia (Zátah)
- 1986: Der goldene Zug (Zloty pociag)
- 1987: Brunftzeit (Rykowisko)
- 1988: Das Bermuda-Dreieck (Trójkat bermudzki)
- 1989: Angstzustand (Stan strachu)
- 1991: Leben für Leben – Maximilian Kolbe (Życie za życie. Maksymilian Kolbe)
- 1999–2017: Świat według Kiepskich
- 2002: Eukaliptus
- 2013: 1939 Battlefield Westerplatte – The Beginning Of World War 2 (Tajemnica Westerplatte)